# Kemah
Kemah è un centro abitato degli Stati Uniti d'America situato nella contea di Galveston dello Stato del Texas.
La popolazione era di 1.773 persone al censimento del 2010. Fa parte dell'area metropolitana di Houston–The Woodlands–Sugar Land.
L'attività principale di Kemah proviene dal trasporto marittimo in quanto si trova sulla baia di Galveston. Originariamente era un villaggio di pescatori, poi è diventata una meta turistica per i ristoranti e per le attrazioni della zona all'interno del Kemah Entertainment District.

## Geografia fisica
Kemah fa parte della regione di Clear Lake.
Secondo lo United States Census Bureau, ha un'area totale di 1,82 miglia quadrate (4,7 km²), di cui 1,79 miglia quadrate (4,6 km²) di terreno e 0,03 miglia quadrate (0,078 km²), o 1,65%, d'acqua.

## Società

### Evoluzione demografica
Secondo il censimento del 2000, c'erano 2.330 persone, 892 nuclei familiari e 566 famiglie residenti nella città. La densità di popolazione era di 1.300,8 persone per miglio quadrato (502,6/km²). C'erano 1.075 unità abitative a una densità media di 600,2 per miglio quadrato (231,9/km²). La composizione etnica della città era formata dal 75,36% di bianchi, il 3,82% di afroamericani, lo 0,86% di nativi americani, il 3,48% di asiatici, il 15,79% di altre razze, e lo 0,69% di due o più etnie. Ispanici o latinos di qualunque razza erano il 24,76% della popolazione.
C'erano 892 nuclei familiari di cui il 35,0% aveva figli di età inferiore ai 18 anni, il 49,7% erano coppie sposate conviventi, il 9,4% aveva un capofamiglia femmina senza marito, e il 36,5% erano non-famiglie. Il 29,6% di tutti i nuclei familiari erano individuali e il 3,6% aveva componenti con un'età di 65 anni o più che vivevano da soli. Il numero di componenti medio di un nucleo familiare era di 2,61 e quello di una famiglia era di 3,25.
La popolazione era composta dal 27,4% di persone sotto i 18 anni, l'11,6% di persone dai 18 ai 24 anni, il 36,9% di persone dai 25 ai 44 anni, il 18,0% di persone dai 45 ai 64 anni, e il 6,1% di persone di 65 anni o più. L'età media era di 31 anni. Per ogni 100 femmine c'erano 115,1 maschi. Per ogni 100 femmine dai 18 anni in giù, c'erano 114,2 maschi.
Il reddito medio di un nucleo familiare era di 51.620 dollari, e quello di una famiglia era di 64.063 dollari. I maschi avevano un reddito medio di 50.061 dollari contro i 31.953 dollari delle femmine. Il reddito pro capite era di 23.373 dollari. Circa il 7,8% delle famiglie e l'8,2% della popolazione erano sotto la soglia di povertà, incluso il 5,7% di persone sotto i 18 anni e il 10,0% di persone di 65 anni o più.

## Governo e infrastrutture
Kemah è servita dai vigili del fuoco volontari di Kemah e dal dipartimento di polizia di Kemah.